# Lingua gutea
La lingua gutea è una lingua estinta parlata dal popolo dei Gutei, che si impose nella Bassa Mesopotamia nel XXII secolo a.C. (secondo la cronologia media). I Gutei provenivano da un'area compresa tra i monti Zagros e il Tigri. Non esistono testimonianze scritte della lingua gutea e gli unici termini che sono stati tramandati sono gli antroponimi contenuti nell'elenco dei sovrani gutei della lista reale sumerica. Data la povertà di attestazioni la lingua è difficilmente classificabile, anche se è stata associata a vari ceppi linguistici del Vicino Oriente antico, tra i quali quello hurro-urarteo e quello indoeuropeo.

## Evidenze
Il guteo è incluso in un elenco di lingue parlate nella regione trovata nella tavoletta d'argilla Sag B, un testo educativo del redatto in mediobabilonese probabilmente risalente all'epoca dell'Impero medio-assiro e originario della città di Emar, nell'attuale Siria nordorientale. Il testo elenca anche l'accadico, l'amorreo, il suteo, l'hurrita e l'elamita. In una tavoletta di Adab viene menzionato anche "un interprete per la lingua gutea".
I nomi dei sovrani gutei presenti nella lista reale sumerica sono:
- Inkišuš
- Zarlagab
- Šulme (o Yarlagaš)
- Silulumeš (o Silulu)
- Inimabakeš (o Duga)
- Igešauš (o Ilu-An)
- Yarlagab
- Ibate
- Yarla (o Yarlangab)
- Kurum
- Apilkin
- Lā-erabum
- Irarum
- Ibranum
- Hablum
- Puzur-Suen
- Yarlaganda
- Tirigan

Il modo in cui i nomi dei sovrani gutei sono stati trasmessi nei secoli non è affidabile. Infatti, i vari manoscritti talvolta riportano altri nomi o possono anche presentarli in ordine diverso, inoltre alcuni di essi potrebbero appartenere ad altri gruppi ed essere stati inseriti tra i gutei in maniera erronea.
L'assirologo danese Thorkild Jacobsen ha suggerito che la desinenza ricorrente -(e)š potrebbe aver avuto una funzione grammaticale in guteo, forse come indicatore di caso.

## L'ipotesi tocaria
In un articolo pubblicato postumo, il linguista tedesco Walter Henning suggerì che le diverse desinenze dei nomi dei re assomigliassero alle desinenze dei casi della lingua tocaria, una lingua indoeuropea attestata in alcuni testi ritrovati nel bacino del Tarim risalenti a un periodo compreso tra il VI e l'VIII secolo. Henning sottolineò la somiglianza fonologica del nome "Gutei" con il termine Kuči, il nome originario della città tocaria di Kucha. Affermò anche che il nome cinese Yuezhi, riferito ai pastori nomadi che vivevano nelle praterie a nord-est del Tarim nel II secolo a.C., potrebbe essere ricostruito come Gu(t)-t'i. Tuttavia, questo nome viene solitamente ricostruito con un'iniziale *ŋʷ- in cinese antico. Henning confrontò anche il nome di un paese chiamato Tukriš, elencato con Gutium e altri paesi vicini in un'iscrizione di Hammurabi, con il nome twγry trovato in un antico manoscritto turco dell'inizio del IX secolo, che si pensa si riferisca ai tocari. Gamkrelidze e Ivanov hanno appoggiato l'ipotesi di Henning, in quanto essa potrebbe supportare la loro proposta di collocare l'Urheimat protoindoeuropea nel Vicino Oriente. Tuttavia, la maggior parte degli studiosi ha respinto il tentativo di sovrapporre due lingue separate tra loro da più di due millenni di storia.